# Headlines (film)
Headlines è un film muto del 1925 diretto da Edward H. Griffith. Prodotto dalla St. Regis Productions, il film - interpretato da Alice Joyce - venne distribuito nelle sale dalla Associated Exhibitors il 16 luglio 1925.

## Trama
Phyllis Dale, che scrive per un giornale, tiene nascosto a tutti di essere madre di Bobby, una ragazza di diciotto anni. La figlia, una ragazza moderna e disinvolta, quando viene espulsa dall'esclusivo college dove studia, torna da lei. Ma a casa, si fa passare non per la figlia bensì per la sorella minore di Phyllis. Bobby inizia una relazione con il facoltoso Donald Austin, un donnaiolo impenitente. Nello stesso tempo, cade innamorata di Lawrence, il fidanzato della madre. Quando si trova coinvolta in uno scandalo a causa della sua condotta un po' troppo leggera, Phyllis prende la colpa su di sé, per salvare la reputazione della figlia. Lawrence, allora, si allontana da lei. Bobby, pentita del proprio comportamento, accetta di sposare Roger Hillman, l'editore del giornale per il quale lavora la madre. Quest'ultima riesce a chiarirsi con Lawrence e i due innamorati si riconciliano, felici.

## Produzione
Il film fu prodotto dalla St. Regis Productions.

## Distribuzione
Il copyright del film, richiesto dalla Associated Exhibitors, Inc., fu registrato il 20 agosto 1925 con il numero LU21743.
Distribuito dalla Associated Exhibitors, il film uscì nelle sale USA il 16 luglio 1925. In Portogallo, dove prese il titolo Uma Rapariga Moderna, fu distribuito il 27 giugno 1927.
Copia della pellicola è conservata negli archivi della Library of Congress. Apparentemente, uno dei rulli del film è mancante. Mentre si lavorava al restauro del film, sono stati scoperti dei fotogrammi di un'apparizione fino allora sconosciuta di Duke Ellington.